# Rhoptropus barnardi
Rhoptropus barnardi är en ödleart som beskrevs av  Hewitt 1926. Rhoptropus barnardi ingår i släktet Rhoptropus och familjen geckoödlor. Inga underarter finns listade i Catalogue of Life. Artepitet i det vetenskapliga namnet hedrar zoologen Keppel Harcourt Barnard som var aktiv i södra Afrika.
Denna geckoödla förekommer i Namibia och sydvästra Angola. Den lever i kulliga landskap och bergstrakter mellan 200 och 1900 meter över havet. Arten vistas i klippiga landskap som är täckta av savann eller glest fördelad växtlighet. Exemplaren söker vanligen på dagen efter föda men de kan vara nattaktiva. Honor lägger ägg.
För beståndet är inga hot kända. Hela populationen anses vara stabil. IUCN listar arten som livskraftig (LC).